# Earl Cranston Sharp
Earl Cranston Sharp (Salem, Ohio, Estats Units, 8 de novembre de 1888 - ?) fou un compositor estatunidenc. Estudià amb diversos professors particulars i després es dedicà a l'ensenyament i a la composició, establint-se a San Francisco de Califòrnia. A part d'una suite romàntica, per a orquestra, compongué nombroses melodies vocals, algunes de les quals es popularitzaren pels Estats Units.